# Beletinec
Beletinec falu Horvátországban, Varasd megyében. Közigazgatásilag Sveti Ilijához tartozik.

## Fekvése
Varasdtól 10 km-re délre, községközpontjától Sveti Ilijától 4 km-re délnyugatra a Bednja bal partján fekszik.

## Története
A falu nevének első írásos említése még erősségként a zágrábi káptalan 1236-os oklevelében szerepel "Beletyncy" alakban. A falu mai területe a 14. században két nagyobb középkori uradalomhoz, Hrašćinához és Mađarevohoz (Magyarlaka) tartozott. Magyarlakán belül Beletinec és Podevčevo nevét is megemlítik. Feltehetően ekkor épült a Mindenszentek tiszteletére szentelt plébániatemplom is, ugyanis a mai épület számos gótikus elemet őrzött meg. 1399-ben Greben várának urai a Grebeni család birtokmegosztása kapcsán a birtokok között húsz települést sorolnak fel, köztük "Beletynch" falut is. 1501-ben az egyházi vizitáció alkalmával említik templomának Brcko nevű plébánosát. Az írásból kiderül, hogy temploma dombon áll, valószínűleg a 14. században épült négyoldalú boltozott szentéllyel, az északi oldalon gótikus kapuzattal, amelyhez később építették a templomhajót és a tornyot. A templom kőből és téglából épült és a vizitátor hozzáteszi, hogy a torony a török elleni védelem céljából erődszerűen épült meg.
A falu következő említésekor 1508-ban gróf Batthyány Boldizsár birtoka volt. Greben vára akkori urának, gróf Erdődy Györgynek húsz jobbágya volt a településen és a plébánia is rendelkezett néhány jobbággyal. Az 1649-es vizitáció megemlíti a templom három oltárát, Jézus ostorozása képét, sekrestyéjét, harangját és előcsarnokát. 1687-ben feljegyzik, hogy a temető kerítését megrongálták és amíg helyre nem állítják nem lehet temetkezni oda. 1695-ben a vizitáció szerint az előcsarnokban falazott oltár található. A szentélyben a Mindenszenteket és a Szent családot ábrázoló képek. Az oltárnak fából faragott angyalfejekkel díszített oszlopai vannak, a hajóban Xavéri Szent Ferenc oltár található a szent képével. 1696-ban Krisztus Színeváltozása képét avatták fel a templomban. 1765-ben a templomnak két oltára volt, a képeket az idő és a nedvesség tönkretette és a templom körüli temető is megszűnt.
1771-ben Beletinecnek 26 háza volt 340 lakossal, akik közül 164 felnőtt, köztük 52 házaspár volt. Ebben az évben a vizitátor feljegyzi, hogy a helyiek engedetlenek voltak és nem adtak semmit a templomnak. Emiatt beszüntették a szentmisék tartását és a temető használatát. Kinyilvánították elhatározásukat az engedetlenség megtörésére. A hívek viszont azt állítják, hogy a templomnak van harminc forintja, amit Hadun plébános elvett, ezért tagadták meg az adományokat a templomtól. Az 1808-as vizitáció szerint a templom mintegy 16 méter hosszú és 5 méter széles, fazsindellyel fedett.
Beletinecnek 1857-ben 439, 1910-ben 884 lakosa volt. 1916-ban határában szenet találtak, a kitermelés 1930-ban indult meg. A falu 1920-ig Varasd vármegye Varasdi járásához tartozott, majd a Szerb-Horvát Királyság része lett. A falu első, kétosztályos iskoláját 1927-ben alapították, első tanítója Antun Majcen volt. 1992-ben Sveti Ilija lett község központja, addig a hozzá tartozó falvakkal együtt közigazgatásilag Varasd városához tartozott. Beletinecnek 2001-ben 268 háza és 1032 lakosa volt.

## Nevezetességei
A Mindenszentek tiszteletére szentelt plébániatemploma a 14. században épült gótikus stílusban. Hajóját és tornyát később építették hozzá. 1798-ban a templomhoz új torony épült és ezzel elnyerte mai formáját, belül új falazott kórust és fa szószéket építettek.

## Külső hivatkozások
- A község hivatalos oldala
- Várromok az Ivánscsica hegység délkeleti lejtőin
- A Beletineci Kulturális és Művészeti Együttes honlapja
- Az alapiskola honlapja